# Grand Central (film)
Grand Central is een Frans/Oostenrijkse film uit 2013, geschreven en geregisseerd door Rebecca Zlotowski. De film ging op 18 mei in première op het filmfestival van Cannes, in de sectie Un certain regard en ontving de Prix François Chalais. 

## Verhaal

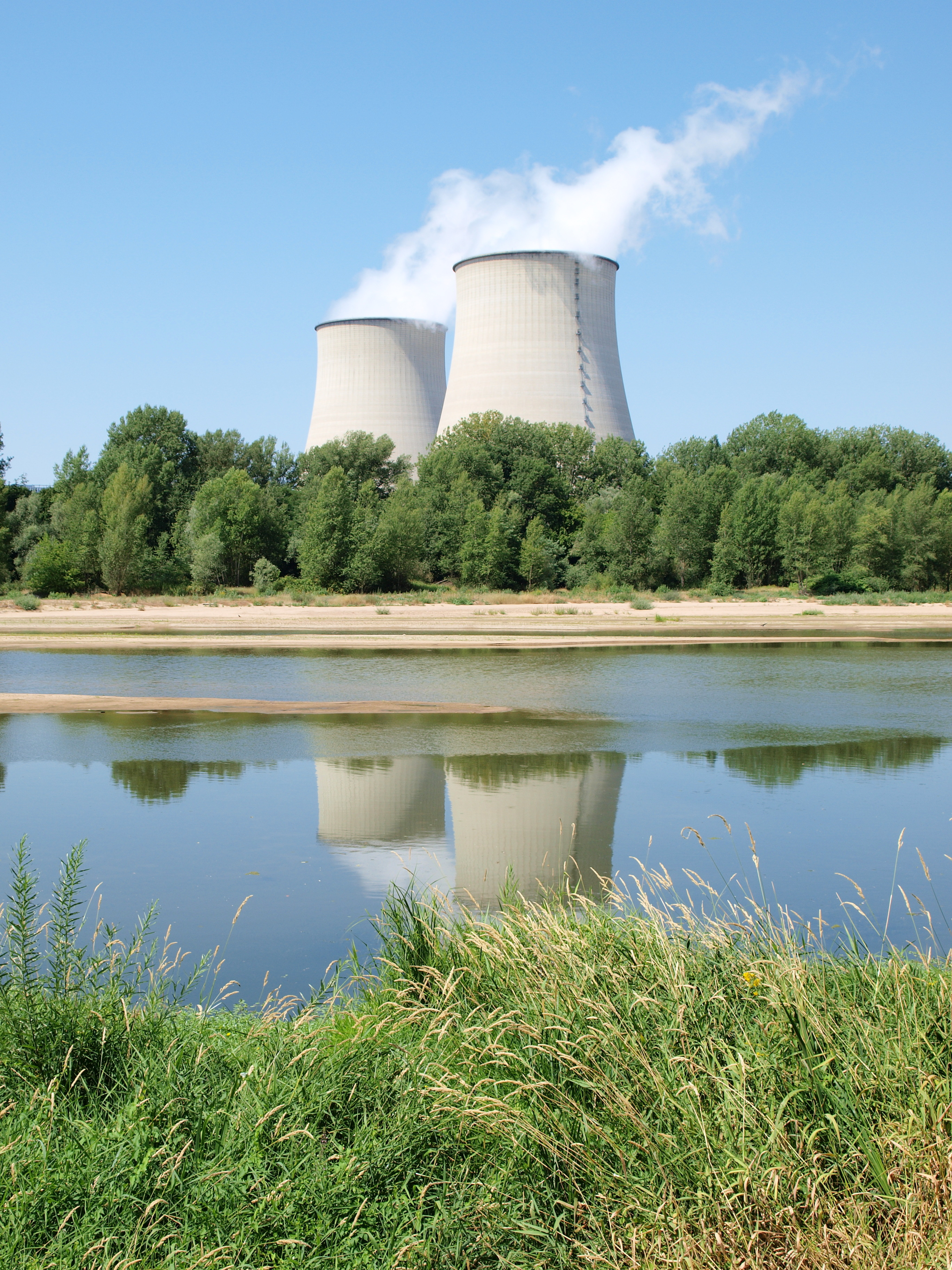
Koeltorens van een Franse kerncentrale

De ongeschoolde Gary wil gaan werken in een kerncentrale. Hij wordt ingedeeld in de ploeg van Toni. Toni is verloofd met Karole. Gary valt als een blok voor Karole. En Karole voor hem. "De dreiging is voortdurend voelbaar, waarbij het de vraag is wat dodelijker is: de straling of de liefde."
Het (schoonmaak-)werk in de kerncentrale is gevaarlijk. Voorafgaand aan zijn aanstelling krijgt Gary een korte training, waarin hem geleerd wordt om te gaan met radioactiviteit en ioniserende straling, bijvoorbeeld door het dragen van beschermende kleding en door het gebruik van de persoonsdosismeter. Die meter mag niet boven een bepaald niveau uitkomen. Als dat toch gebeurt, moet de werknemer werken in een minder besmette sector van de kerncentrale, of hij wordt ontslagen. 
De groep werknemers die het schoonmaakwerk doen leidt een zwervend bestaan. Ze trekken van centrale naar centrale en wonen in stacaravans op een camping. Gary wordt liefdevol in de groep opgenomen en maakt al snel kennis met Karole. Dat gaat nogal heftig. Karole – gespeeld door Léa Seydoux; ze wordt wel de "fetisj-actrice van regisseuse Rebecca Zlotowski genoemd – steekt bij haar eerste kennismaking met Gary al meteen plagend en verleidend haar tong in z'n mond. Later zien we Gary en Karole wandelen in de natuur. En het blijft niet bij onschuldig wandelen. Niet alleen in de kerncentrale gebeuren ongelukken...

## Rolverdeling
| Acteur            | Personage          |
| ----------------- | ------------------ |
| Tahar Rahim       | Gary Manda         |
| Léa Seydoux       | Karole             |
| Olivier Gourmet   | Gilles             |
| Denis Ménochet    | Toni               |
| Johan Libéreau    | Tcherno            |
| Nozha Khouadra    | Maria, de arts     |
| Camille Lellouche | Géraldine          |
| Guillaume Verdier | Bertrand           |
| Marie Berto       | Morali             |
| Margot Faure      | de zuster van Gary |

## Ontvangst
Grand Central scoorde op Rotten Tomatoes 92 % met een gemiddelde van 6,5. Op IMDb kreeg de film een 6,2 en op Metacritic 73.
Grand Central kreeg in Frankrijk lovende recensies. Zo schreef Le Parisien op 28 augustus 2013: "de prophète is terug",
doelend op het hernieuwde optreden van Tahar Rahim. 
De Nederlandse kritiek is verdeeld. Filmtotaal vindt de film "vermoeiend (…) vooral omdat de personages maar niet tot leven willen komen."
De Filmkrant daarentegen spreekt van een "fijn gecomponeerd melodrama" waarin de Franse kernenergiesector niet alleen een metafoor is voor de liefde tussen Gary en Karole, "maar ook een keiharde aanklacht tegen onze flexeconomie waar McJobbers al meer van hun werk vervreemd zijn geraakt dan Marx ooit heeft kunnen verzinnen."
Op 'fransefilms.nl' wordt geschreven dat de film best nog een half uurtje langer had mogen duren, ondanks dat het geen topfilm is.
Pauline Kleijer betitelt Grand Central in de Volkskrant van 28 november 2013 als "een clichématig liefdesdrama dat zich toevallig op een beladen plek afspeelt. Ze heeft geen goed woord voor de film over: "vrijblijvend"; "aan de acteurs ligt het niet dat Grand Central een warrige, tandeloze indruk maakt. Ook de setting is fascinerend: Zlotowski mocht filmen in een leegstaande centrale. Het levert prachtige, sinistere beelden op, die jammer genoeg nooit meer worden dan achtergrondbehang."
André Waardenburg beschrijft in NRC Handelsblad van 15 september 2018 in sobere bewoordingen dat de film een aanklacht is tegen de hedendaagse flexeconomie en een beeld schetst van een ontmenselijkte wereld, waarin iedereen zonder illusies leeft en rechteloos is. "Zlotowski toont een wereld waarin we onze zwaarste verantwoordelijkheden hebben uitbesteed."
Jon Jonoski van "Moviescene" vindt de film ongenuanceerd, met alleen aandacht voor de negatieve kanten van kerncentrales. Bovendien blijft de film steken in vaagheden. De acteerprestaties van o.a. Rahim, Seydoux en Menochet "hadden een betere film verdiend."
In België schrijft Ward Verrijcken dat de film zijn aandacht niet altijd kon vasthouden, maar dat de regisseur respect verdient voor de onconventionele manier waarop ze haar drama vertelt.
In Focus Knack van 12 september 2018 merkt Luc Joris Grand Central aan als tv-tip van de dag: "Zinderende liefde in de schaduw van de dood".
Uitgesproken positief is Niels Ruëll op "Bruzz.be" van 28 augustus 2013. Alhoewel hij Zlotowski in Grand Central niet als een grote stilistische vernieuwer ziet, is de film volgens hem "energiek, met overtuiging verteld en doordrongen van liefde voor de cinema. Klassiek, maar in de goede zin van het woord." Volgt een interview met de regisseuse. "De kans is groot dat we de volgende jaren voor de betere Franse film bij de Z van Zlotowski moeten zijn."

## Prijzen en nominaties
Grand Central behaalde de volgende prijzen en nominaties:
- De Prix François Chalais 2013, op het Filmfestival van Cannes (en genomineerd voor de Prix Un certain regard.
- De Grand Prix op het Cabourg Romantic Film Festival 2013.
- Een nominatie als beste film op het Stockholm Film Festival 2013.
- Een nominatie op het Buenos Aires International Festival of Independent Cinema 2014.
- Een nominatie voor de César voor beste mannelijke acteur in een bijrol voor Olivier Gourmet in 2014.
- Een nominatie voor de Kristallen Globe, Frankrijk 2014.
- Van de Prix Lumières 2014: De Special Award voor Rebecca Zlotowski, een nominatie voor de beste film, een nominatie voor Tahar Rahim voor de beste acteur en een nominatie voor Rebecca Zlotowski voor beste regisseur. In datzelfde jaar won Léa Seydoux de prijs voor beste actrice voor haar rol in La vie d'Adèle.